# 艾爾·卡萊恩
亞伯特·威廉·卡萊恩（英語：Albert William Kaline，1934年12月19日—2020年4月6日），綽號「老虎先生」，為前美國職棒大聯盟外野手，他拿下10次金手套獎，入選18次明星賽，其中1955年到1967年的明星賽他全都入選。他生涯後期轉任一壘手和指定打擊，他在完成3000安里程碑不久後就退休。他在1980年成為名人堂的一員。

## 早年
卡萊恩出生於巴爾的摩一個貧窮的家庭，他不少親戚打過半職業棒球，但是家裡面卻沒有任何一個人從高中畢業。他八歲時罹患骨髓炎，而切除了左腳一小塊的骨頭。儘管他的腳因此永久性畸形，他在小時候仍是一名出色的投手。
他高中就讀巴爾的摩的南方高中。一開始他接觸籃球和足球，直到他臉頰受了一次傷，最終決定打棒球。然而在投手沒有缺人的情況下，他改練當外野手。他高中四年皆是全美最出色的棒球員，他的老師也深信他總有一天可以進入大聯盟。

## 大聯盟生涯

### 早期
卡萊恩在18歲以35000美元和底特律老虎隊簽約，並且直升大聯盟。他一開始選擇25號作為他的背號，在1953年老虎隊老將Pat Mullin退休後，他徵求了Mullin的同意，繼承了Mullin原本的背號6號作為他的新背號。
1955年，20歲的卡萊恩以單季打擊率3成40奪下了打擊王，他成為自1907年的泰·柯布後第一位年僅20歲就成為單季打擊王的選手，該年他還成為了大聯盟的13位單局打出2支全壘打的球員，並且首度入選明星賽。

### 中期
1961年，卡萊恩打擊率3成24排美聯第二(僅次於隊友諾姆·凱許，打擊率3成61)老虎在這一年單季得到101勝，但洋基隊靠著羅傑·馬里斯和米奇·曼托分別在該年打出61和52支全壘打奪得109勝拿下美聯冠軍。1962年季中，卡萊恩為了接一顆飛球造成鎖骨受傷，他後來缺席了57場比賽，老虎隊也無法角逐美聯冠軍。
1963年，卡萊恩打擊率3成12、27支全壘打以及101分打點，在美聯MVP票選奪下第二名，僅次於洋基隊的艾爾史東·霍華德，不過他後來骨髓炎復發，1964年打擊率下降至2成93，他原本不理會他的舊傷，直到醫生發現他可能罹患痛風，才施打藥物。
1967年夏天，卡萊恩在打擊時遭球吻，手骨斷裂缺席兩個月，原本老虎美聯排名第四，但是當他回歸後不久，老虎便拿下了美聯冠軍。
1968年世界大賽，老虎隊前四場以1勝3敗落後給紅雀隊，在第5場的第7局，老虎當時以2比3落後，但是卡萊恩在滿壘情況下打出一支2分打點的一壘安打，幫助球隊以4比3超前，最後老虎贏得這場比賽，後面2場也全都拿下勝利，最後得到1968年的世界大賽冠軍。卡萊恩在他生涯唯一一次的世界大賽中，繳出了打擊率3成79、2支全壘打以及8分打點的成績，其中打擊率排在全隊第二，而安打數、全壘打、打點都是全隊第一名，可惜羅里奇三場完投勝僅丟五分的成績更為耀眼，卡萊恩最終沒有獲選世界大賽MVP。

### 後期
1970年5月30日，卡萊恩和中外野手Jim Northrup追逐飛球時發生碰撞，當時卡萊恩臉色發紫，呼吸困難，幸好當時左外野手Willie Horton很快地發現，趕緊給予卡萊恩救助，而救了卡萊恩一命。
1972年，老虎隊以半場勝差險勝紅襪，成為美東龍頭，在美聯冠軍戰面對運動家隊，卡萊恩在2場比賽內打出5支安打還得了3分，讓老虎隊從0比2絕對落後一度追至2比2平手，可惜第5戰還是輸給了運動家，無緣進軍世界大賽。
1973年3月，卡萊恩得到了羅伯托·克萊門特獎，以此紀念他對棒球的貢獻。
1974年9月24日，卡萊恩打出了生涯第3000安，成為聯盟第12位達成此成就的選手。當晚，他便宣布即將退休的消息。10月3日成為他生涯最後一次登場，他生涯打出3007支安打、399支全壘打(老虎隊史紀錄)、1,622得分和1,582打點，生涯平均打擊率2成97。其中他的出賽場次(2,834)、保送(1,277)和高飛犧牲打(104)目前仍是老虎隊紀錄。

## 退休之後
1980年，卡萊恩在第一次名人堂票選高票過關，和已經在選票上超過十年的史奈德一同進入名人堂。在8月的入選儀式後沒多久，老虎隊正式退休了卡萊恩的6號球衣，他也是老虎隊史第一個背號被退休的球星。
卡萊恩退休後，在1975至2002年期間擔任電視播報員。2003後，他成為球隊總經理Dave Dombrowski的助理，前隊友Willie Horton也一起擔任此職務。2016年，球隊紀念他待在老虎體系64年，他也成為大聯盟待在同一球隊體系最久的成員。由於在老虎隊打了21個球季，加上退休後對老虎的貢獻，他獲得了「老虎先生」的綽號。
2007年選秀，老虎隊以第25輪選進了他的孫子柯林·卡萊恩（Colin Kaline），不過柯林沒有簽約，決定進入NCAA二級的Florida Southern College打大學棒球。後來在2011年選秀，老虎隊以26輪再一次把柯林選進來，不過最終柯林在老虎隊小聯盟兩年最高只有打到高階1A，便選擇退休回去大學當教練。
2020年4月6日，卡萊恩仙逝，享壽85歲。

## 外部連結
- 球員資訊和成績在MLB ，ESPN ，Retrosheet ，Baseball Reference ，Baseball Reference (Minors) ，Fangraphs ，The Baseball Cube （英文）
- 艾爾·卡萊恩在台灣棒球維基館上的頁面（繁體中文）